# Мельхер, Эрхард
Эрхард Мельхер (род. 1 января 1940, Германия) — немецкий инженер, один из основателей тюнинг-ателье AMG, в настоящее время являющегося подразделением немецкой автомобилестроительной компании Mercedes-Benz.
Когда Ауфрехт перевёз AMG в большее помещение в Аффальтербах, Мельхер покинул компанию, чтобы работать независимо в Бургсталль. Он и его маленькая компания продолжают поставлять проекты двигателей и части для AMG, например для двигателя Mercedes Formula 3, который доминирует в Евросерии Формулы-3.